# 헤미셀룰로스
헤미셀룰로스(hemicellulose)는 식물 세포벽의 구성성분 중 펙틴질을 제외한 것으로 셀룰로스 표면에 특징적으로 결합하는 유연한 다당류를 말한다. 셀룰로스 미세섬유를 서로 묶어 응집력있는 네트워크로 만들어 주는 밧줄 역할을 하거나 직접적인 미세섬유간 접촉을 막는 윤활성의 막을 씌우는 역할을 한다. 주성분은 자일란·글루칸·자일로글루칸·글루코만난 등이다.

## 같이 보기
- 셀룰로스
- 리그닌
- 펙틴

## 참고
1. ↑  Taiz, Lincoln, Zeiger, Eduardo, 《Plant Physiology 4th Edition》, Sinauer Associates, 2006.07.01